# Cathryn Mataga
Cathryn Mataga, nacida como William Mataga, es una programadora de juegos y fundadora de la compañía de videojuegos independiente Junglevision. Bajo el nombre de William, escribió juegos de computadora Atari de 8 bits para Synapse Software a principios y a mediados de la década de 1980, entre estos estaba Shamus, un juego de disparos con pantalla giratoria.

## Trayectoria
Mataga diseñó el juego Shamus en 1982, acreditado bajo el nombre de William para las computadoras Atari de 8 bits. Se decía que gran parte del atractivo del juego provenía del sentido del humor de Mataga, al crear por ejemplo la "gran interpretación" del tema principal de Alfred Hitchcock en la introducción del juego. A esto  le siguió con una secuela, Shamus: Case II, y el shooter de desplazamiento Zeppelin.
Mataga desarrolló un lenguaje de programación de ficción interactiva conocido como BtZ (Better than Zork) para Broderbund, a principios de la década de 1980. Mataga trabajó con Hales y el poeta Robert Pinsky en el juego de ficción interactiva Mindwheel (1984).
Mataga fue una de los programadoras que trabajaron en Stormfront Studios en el MMORPG original Neverwinter Nights. Don Daglow atribuyó a Mataga el mérito de ser una de las programadoras que demostró que Daglow tenía razón al predecir que podía hacer que Neverwinter Nights fuera un éxito.

## Juegos
- Shamus (1982), Software Synapse[9]
- Shamus: Caso II (1983), Synapse Software
- Zeppelin (1983), software Synapse
- Rueda mental (1984), Broderbund Software [9][10]
- Essex (1985), Banda de la Frontera
- Azufre (1985), Broderbund
- Breakers (1986), Banda de rock
- Neverwinter Nights (1991), Simulaciones estratégicas[11][12]
- Puerta de entrada a la frontera salvaje (1991), Simulaciones estratégicas
- Tesoros de la frontera salvaje (1992), Simulaciones estratégicas
- Stronghold (1993), simulaciones estratégicas
- Dark Sun Online: Crimson Sands (1996), Simulaciones estratégicas[cita requerida]
- Rampage 2: Universal Tour (1999), Juegos Midway
- X-Men: El reinado del apocalipsis (2001), Activision
- Spyro: La temporada de hielo (2001), Universal Interactive
- Rayman (2001), Ubi Soft
- La guarida del dragón (2001), Capcom
- Grand Theft Auto Advance (2004), Rockstar Games
- El hombre araña 2 (2004), Activision[cita requerida]
- Rayman: 10º aniversario (2005), Ubisoft[cita requerida]